# 成実宗
成実宗（じょうじつしゅう）は、仏教の宗派の1つで、『成実論』を研究する論宗（経を所依とせず、論を所依とする宗派）である。
中国十三宗・日本仏教の南都六宗の1つで、三論宗に附属する宗派。

## 概要
中国でこの宗が成立するのは、鳩摩羅什が成実論を漢訳した412年に始まる。最初は北朝で継承されたが、鳩摩羅什の弟子・僧導が、大陸南部の寿春と建康で講説し南方にも広まった。僧導の弟子・道猛（413年 - 475年）が勅を奉じて建康の興皇寺に住して、また成実を講説した。
隆盛の時期は、南朝の梁代（502年 - 556年）である。当時の仏教界の大立者であった「三大法師」が成実の論師で、すなわち、光宅寺の法雲・開善寺の智蔵・荘厳寺の僧旻の三大師である。
その後成実論は、隋代に、天台宗祖の智顗や三論宗祖の吉蔵によって、小乗の論とされたこともあり、衰退に向かう。吉蔵は『三論玄義』で、四種に分類し、大乗の空と成実の空との相違点を論じている。初唐には既に宗派としての形跡を失っていたが、律宗祖の道宣は、大乗にも通ずる分通大乗の論であると評価している。
鎌倉時代後期の学僧凝然による『三国仏法伝通縁起』で「聖徳太子、三経疏を作り、成実論をもって法相の門となし、光宅の義によりもって義門を立つ。光宅法師はこれ成実の師なり」と記されており、独立の宗派とはならずも、日本仏教の形成に大きな役割を果たした。
日本への伝来は、百済の道蔵が伝えた。延暦25年（806年）の太政官符によれば、三論業3名のうち、1名には成実論を読ませた、とある。
俗諦と真諦とを対立させ、俗諦の存在を認めるが、真実界に立ってみればそれは空であると説く。

## 刊行
- 『成実論　新国訳大蔵経 インド撰述部 大蔵経毘曇部6・7』

大蔵出版、平井俊榮・荒井裕明・池田道浩校注